# Venas perforantes
Las venas perforantes son aquellas que conectan al sistema venoso superficial con el sistema venoso profundo. El término perforante deriva de la característica de atravesar la fascia muscular. Fueron descritas por primera vez por el anatomista alemán Justus Christian Von Loder (1753-1832).
Las venas perforantes pueden ser clasificadas en:
- Venas perforantes directas: comunican directamente una vena del sistema venoso superficial con una vena del sistema profundo.
- Venas perforantes indirectas: que comunican una vena del sistema venoso superficial con una vena muscular y ésta, a su vez, se comunica con una vena del sistema venoso profundo.